# Војводство Курландија и Семигалија (1918)
Војводство Курладнија и Семигалија (лет. Kurzemes un Zemgales hercogiste) била је краткотрајна марионетска држава Немачког царства. Проглашена је 8. марта 1918. од стране балтичких Немаца, који су понудили круну војводства немачком цару Вилхелму II. Иако је немачки парламент, Рајхстаг, подржавао самоопредељење балтичких народа, немачки окупатори ослањали су се на балтичке Немце за администрацију.
Након немачке револуције у 1918. године, Летонија је проглашена а мало после тога, 7. децембра 1918., немачка војска предала је контролу летонској влади, на челу са Карлисом Улманисом.

## Историја
Током Првог светског рата Немачка је успела да заузме Курландску губернију на простору Руске империје до 1915. и да тамо направи нову линију фронта између Риге, Даугавпилса и Баранавичија.
Касније, у 1917., проглашен је Летонски привремени национални одбор 16. новембра. Тај одбор је затим, 15 јануара 1918., прогласио независну Летонску републику.
Након Руске револуције, немачке трупе су успеле да заузму територије бивше Ливонске губерније и Аутономне естонске губерније. Са Брест-литовским миром 3. марта 1918. Бољшевичка Русија је прихватила све губљење свих балтичких територија.
Истовремено, под немачком војном окупациом, балтички немци су започели процес успостављања покрајинских одбора на простору Балтика између септембра 1917. и 1918. Њихов труд се исплатио 8. марта 1918. када су прогласили Војводство Курладније и Семигалије. Круну војводства су понудили цару Вилхелму II, који је посало писмо парламенту војводства и у њему признао војводство као марионету Немачке.
У октобру 1918. канцелар Немачке, принц Максимилијан фон Баден, је предложио дасе војна администрација, у стварности војна окупација, Балтика замени цивилном управом.
Војводство је на крају укинуто од стране Уједињеног Балтичког Војводства 22. септембра 1918., али је битно напоменути да ниједна држава није имала међународно признање осим Немачке. На крају је цела Курландија, 18. новембра 1918., припала новонасталој Летонији.